# Salva Kiir Mayardit

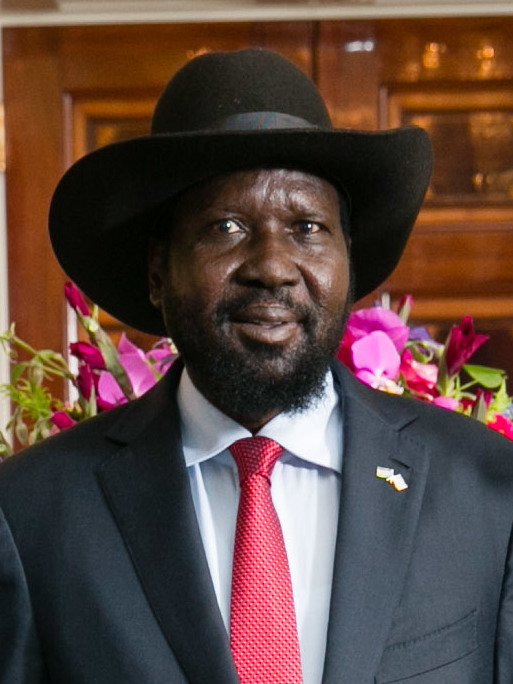
Salva Kiir im Weißen Haus, 2014

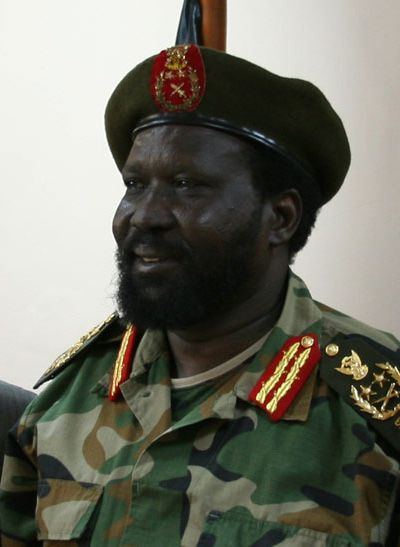
Salva Kiir in Uniform, Juni 2009

Salva Kiir Mayardit (* 13. September 1951 in der Region Gharb Bahr al-Ghazal, Anglo-Ägyptischer Sudan, heute Südsudan) ist ein südsudanesischer Rebellenführer und Politiker. Er ist seit dem Tod seines Vorgängers John Garang 2005 Chef der damaligen Rebellenbewegung und jetzigen Regierungspartei Sudanesische Volksbefreiungsbewegung (SPLM) und seit 2011 erster Präsident des Südsudan.

## Leben
Wie auch Garang gehört Salva Kiir dem Volk der Dinka an, Garang jedoch zur Volksgruppe der Bor-Dinka und Salva Kiir zu den Mayardit-Dinka. Erstmals bekannt wurde der Christ, als er sich in den späten 1960ern den südsudanesischen Rebellen anschloss. Bis zum Ende dieser ersten Rebellion 1972 hatte er sich dort zum Offizier hochgearbeitet und erhielt dann, wie die meisten anderen Rebellen, eine Position in der sudanesischen Armee. 1983 schloss sich Kiir zusammen mit John Garang einer Meuterei in Bor an; gemeinsam gründeten sie dann die Sudanesische Volksbefreiungsbewegung (SPLM). Salva Kiir wurde in den folgenden Jahren der Leiter der SPLA und Garangs Stellvertreter in der SPLM.
Dem „Commander“, wie Salva Kiir von seinen Leuten genannt wird, eilte schon bisher der Ruf voraus, für eine Verständigung mit dem sudanesischen Präsidenten Omar al-Baschir einzutreten. Unter anderem tat er das bei den Friedensverhandlungen mit der sudanesischen Regierung in Nairobi, wo er der Delegationsleiter der Rebellen war.
Nach dem Tod John Garangs übernahm Salva Kiir die Führung der SPLM und wurde damit – wie es Garang seit dem Friedensabkommen 2005 gewesen war – auch Präsident der autonomen Region Südsudan und sudanesischer Vizepräsident.
Ein „Markenzeichen“ von Salva Kiir ist der schwarze Cowboyhut der Marke Stetson, den er von George W. Bush erhalten hatte.

## Politiker
Am 11. August 2005 wurde Salva Kiir als neuer Vize-Präsident des Sudans vereidigt. Bei den Wahlen im Sudan vom 11. bis 15. April 2010 wurde er als Präsident des Südsudans mit 93 Prozent wiedergewählt. Seit der Unabhängigkeit des Südsudans am 9. Juli 2011 ist er Präsident des Staates Südsudan.
In seiner Amtszeit fand der Bürgerkrieg im Südsudan 2013 bis 2018 statt. Dabei bekämpfen sich Angehörige der Dinkas, zu welchen auch Salva Kiir Mayardit gehört, mit den Nuer. Dem ehemaligen Stellvertreter von Kiir, Riek Machar, misslang im Dezember 2013 ein Putschversuch gegen ihn.
Das Sentry-Projekt, finanziert von George Clooney und dem Menschenrechtsaktivisten John Prendergast, wies über anonyme Quellen 2016 nach, dass sich Kiir und andere Würdenträger des Landes an den Bodenschätzen bereicherten, während sie ihren Wohnsitz z. B. nach Nairobi verlagert hatten, um nicht von den Auswirkungen des Bürgerkrieges beeinträchtigt zu werden. Außerdem bemängelt The Sentry, dass im vergangenen Jahr verabschiedete Sanktionen ausgerechnet die Elite des Landes nicht treffen würden. Auch sonst wird Salva Kiir, aber auch anderen Politikern des Landes, Korruption, Machtmissbrauch und Vetternwirtschaft vorgeworfen. Dadurch sollen sie nicht unerheblich zu den fortwährenden Konflikten im Land beigetragen haben.
Im Dezember 2022 zirkulierte in den sozialen Medien ein Video, das zu zeigen schien, wie der Präsident bei einer offiziellen Zeremonie, bei der die Nationalhymne gespielt wurde, unwillkürlich Urin ließ. Anfang Januar wurden daraufhin sechs Mitarbeiter des staatlichen Fernsehens unter dem Vorwurf, das Video verbreitet zu haben, verhaftet. Die Aufnahmen des Präsidenten waren nie im Fernsehen zu sehen gewesen.